# گاریسبورگ (کارولینای شمالی)
گاریسبورگ (به انگلیسی: Garysburg) شهری در ایالت کارولینای شمالی کشور ایالات متحده آمریکا است که جمعیت آن در سرشماری سال ۲۰۱۰ میلادی، ۱٬۰۵۷ نفر بوده‌است.